# Biestrzyków

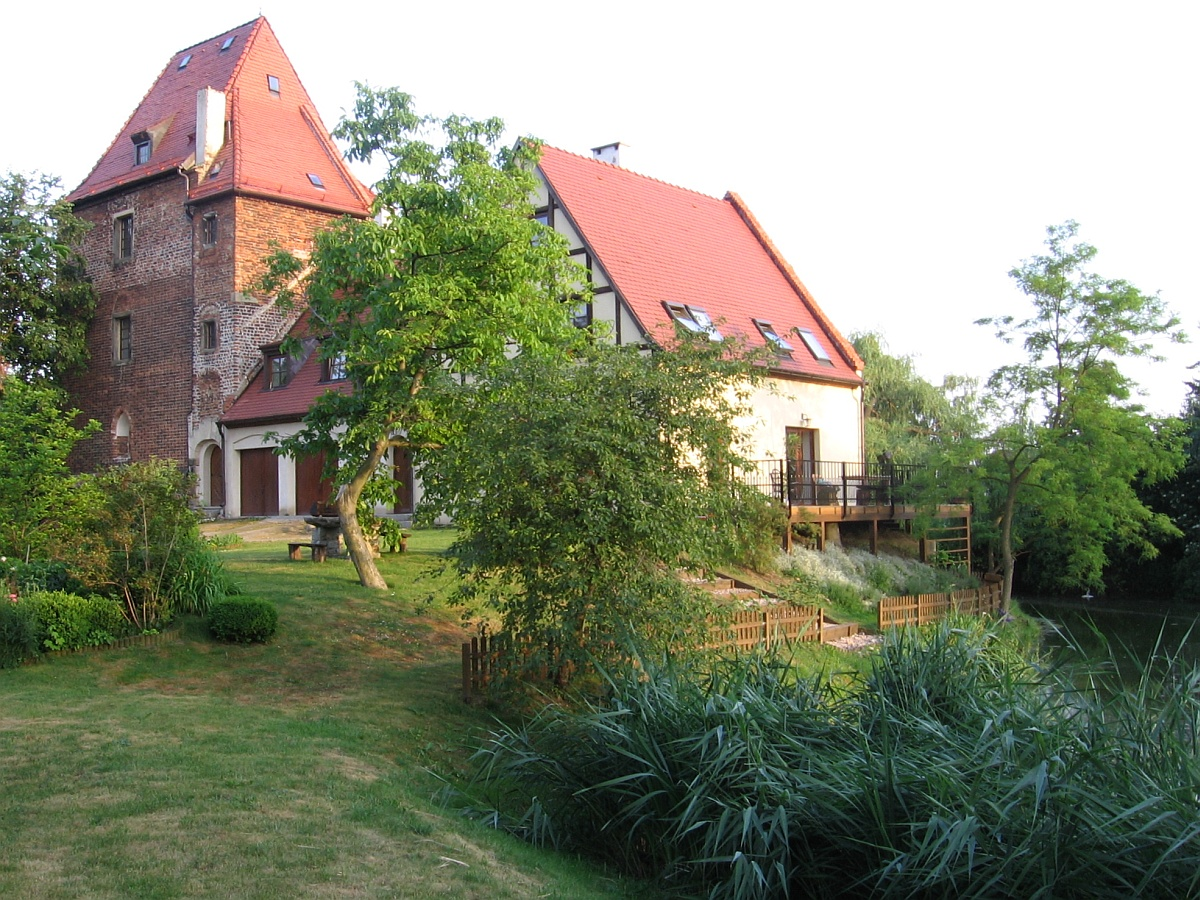
Wohnturm

Biestrzyków (deutsch Eckersdorf) ist ein Dorf in der Stadt- und Landgemeinde Siechnice im Powiat Wrocławski der Woiwodschaft Niederschlesien in Polen.

## Sehenswürdigkeiten
Der Wohnturm (polnisch wieża obronna, wieża mieszkalna) stammt wahrscheinlich aus der 2. Hälfte des 14. Jahrhunderts, wurde aber erst 1411 urkundlich erwähnt. Er ist von Resten einer Wallanlage umgeben. Der dreigeschossige Backsteinbau auf annähernd quadratischem Grundriss wurde im 17./18. Jahrhundert im Westen um einen zweigeschossigen Anbau erweitert. Der westliche Treppenhausvorbau entstand Ende des 16. Jahrhunderts. Über den Spitzbogenfenstern im Erdgeschoss befinden sich steingerahmte Rechteckfenster aus der Zeit um 1690. 